# Flughafen Champaign

i7
i11
i13
Der Flughafen Champaign (offizieller Name University of Illinois Willard Airport) ist ein Flughafen im US-Bundesstaat Illinois. Er verfügt über vier Landebahnen.
Der Flughafen wird von der University of Illinois betrieben und befindet sich in Tolono Township, südlich der Gemeindegrenze von Savoy, einem Vorort von Champaign. Der Flughafen dient den Schwesterstädten Champaign und Urbana sowie der University of Illinois at Urbana-Champaign und der umliegenden Metropolregion.
Besucher aus aller Welt fliegen Champaign an, um mit Forschern an der Universität zusammenzuarbeiten, oder Geschäfte mit den Unternehmen, die um die Universität herum angesiedelt sind, abzuschließen. Viele Fluglinien bevorzugen es jedoch, Zentralillinois durch den Flughafen bei Bloomington-Normal anzudienen. Da Willard Airport auch keine Bundesbehörden für Einwanderungs- und Zollkontrolle beherbergt, ist es auch nicht möglich, internationale Flüge anzubieten. Die höheren Preise, die von den Fluglinien verlangt werden, um einen regionalen Flughafen anzufliegen, im Vergleich zu einer internationalen Drehscheibe wie Chicago, tragen auch zu einer Verringerung des Verkehrs bei. 
Willard Airport war die Heimat des University of Illinois Institute of Aviation, das eine wichtige Forschungseinrichtung der Universität darstellte. Dadurch war Willard einer der wenigen Forschungsflughäfen im Besitz einer Universität. Das Flugverkehrsinstitut wird als eins der zehn besten in der Nation eingestuft und hat zahlreiche prestigereiche Auszeichnungen gewonnen.

## Fluggesellschaften und Ziele

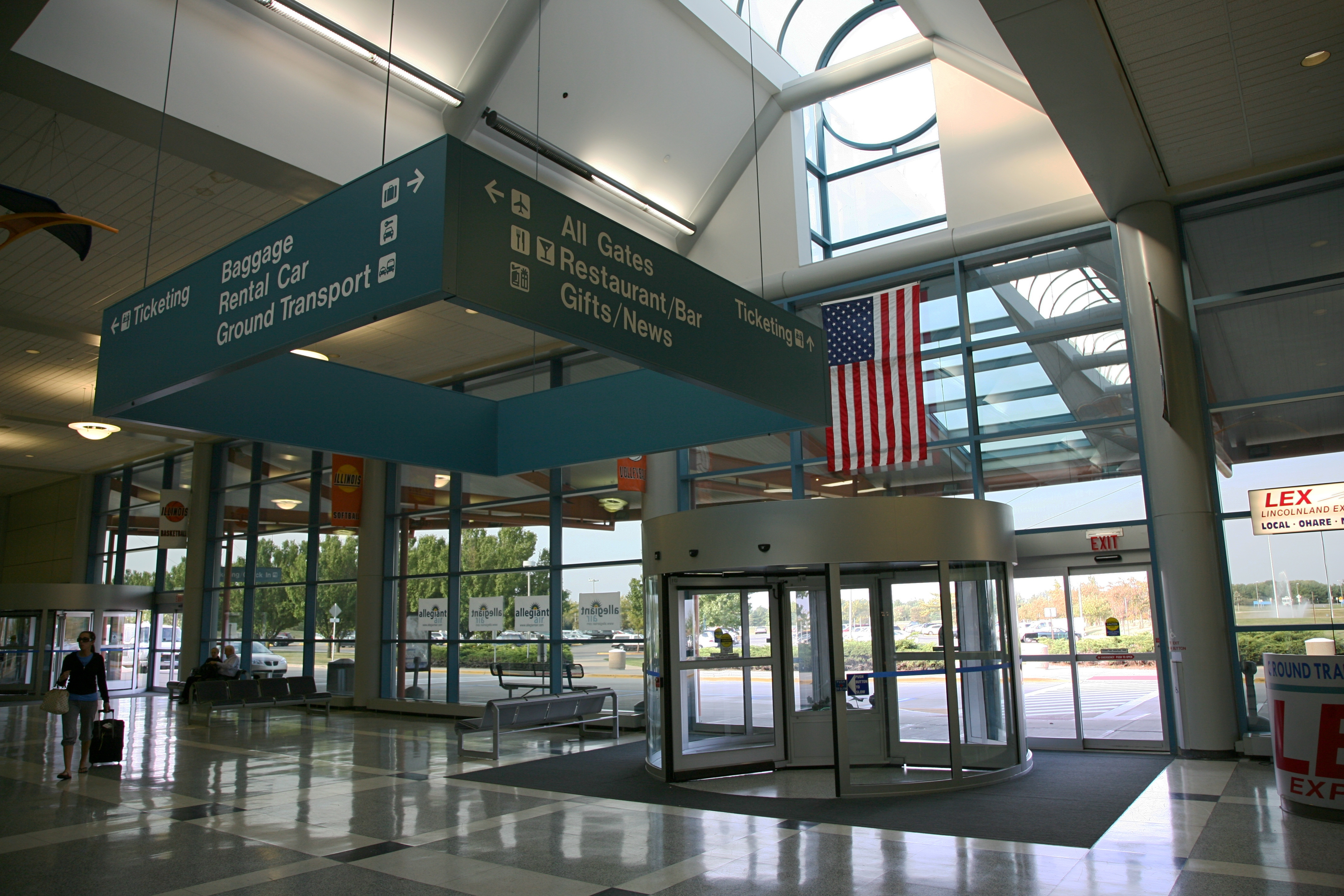
Terminalgebäude am Flughafen Champaign

- American Eagle: Chicago-O'Hare, Dallas/Ft. Worth
- United Express: Chicago-O'Hare